# Zelimkhan Khadjiev
Zelimkhan Khadjiev (en ruso: Зелимхан Хаджиев; Sólnechnoye, Rusia, 20 de mayo de 1994) es un deportista francés de origen daguestano que compite en lucha libre.
Ganó tres medallas de plata en el Campeonato Europeo de Lucha entre los años 2018 y 2025. Además, había obtenido una medalla de bronce en el Campeonato Mundial de Lucha de 2019, que perdió posteriormente por dopaje.
Participó en los Juegos Olímpicos de Río de Janeiro 2016, ocupando el octavo lugar en la categoría de 74 kg.

## Palmarés internacional
| Campeonato Mundial | Campeonato Mundial      | Campeonato Mundial | Campeonato Mundial |
| Año                | Lugar                   | Medalla            | Categoría          |
| ------------------ | ----------------------- | ------------------ | ------------------ |
| 2019               | Nur-Sultán (Kazajistán) | DSC                | 74 kg              |
| Campeonato Europeo |                         |                    |                    |
| Año                | Lugar                   | Medalla            | Categoría          |
| 2018               | Kaspisk (Rusia)         | Medalla de plata   | 74 kg              |
| 2019               | Bucarest (Rumania)      | Medalla de plata   | 74 kg              |
| 2025               | Bratislava (Eslovaquia) | Medalla de plata   | 79 kg              |